# Isospora jaracimrmani
Isospora jaracimrmani je druh kokcidie patřící do rodu Isospora. Tento druh byl pojmenován roku 1995 po univerzálním českém géniovi Járovi Cimrmanovi, po němž byly pojmenovány i další druhy, např. štírů (Heterometrus cimrmani, Parabuthus cimrmani, Butheoloides cimrmani), ostružiníku (Rubus jarae-cimrmanii) nebo houby (Collybiopsis cimrmanii).
I. jaracimrmani je endoparazit, infikuje trávicí trakt chameleona jemenského (Chamaeleo calyptratus) a vyznačuje se vysokou hostitelskou specifitou. Infekce tímto parazitem může mít vážné důsledky pro zdraví hostitele, včetně průjmů, hubnutí a oslabení imunitního systému. 

## Životní cyklus
Životní cyklus druhu Isospora jaracimrmani je přímý a odehrává se uvnitř hostitele i v jeho okolí.

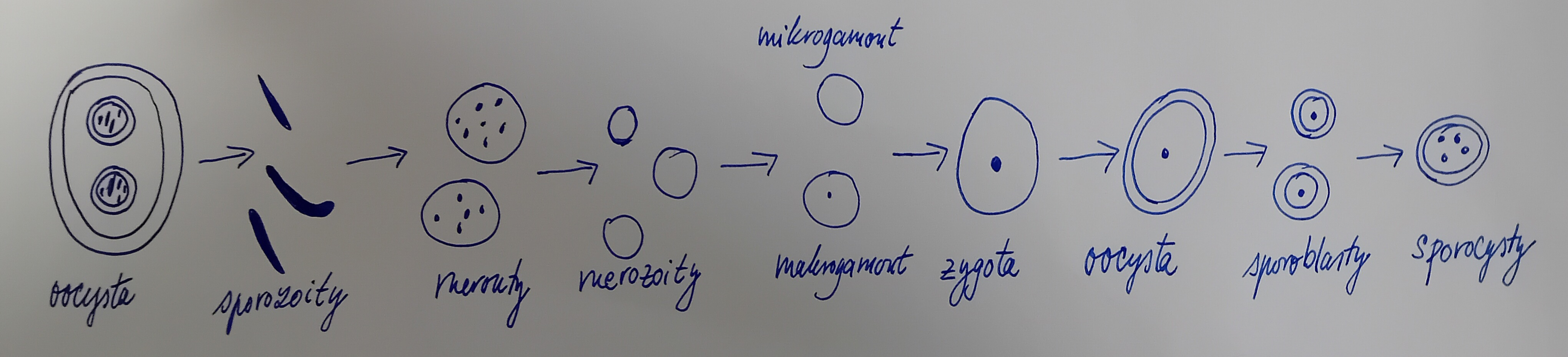
Schematický nákres životního cyklu Isospora jaracimrmani

Infekce začíná pozřením oocysty hostitelem, v oocystě jsou infekční stadia kokcidie-sporozoity. Následně dochází k excystaci, během které se sporozoity uvolňují ve střevě hostitele. Tyto sporozoity pronikají do buněk střevní sliznice a začínají se množit. Uvnitř hostitelské buňky se sporozoity transformují na meronty, to jsou velká a mnohojaderná stádia. Meronty se dále množí nepohlavně merogonií, vznikají merozoity, které napadají další buňky ve střevní sliznici. V poslední generaci nepohlavního rozmnožování se vyvíjejí gamonty, které jsou pohlavně rozlišené na makrogamonty a mikrogamonty. Makrogamonty se diferencují na oocyty, zatímco mikrogamonty produkují mikrogamety. Po oplození vznikají zygoty, které si vytvářejí obal (oocystu) a během sporulace se dělí na sporoblasty. Tyto sporoblasty se následně mitoticky dělí a vytvářejí sporocysty, z nichž každá obsahuje 2-8 sporozoitů, schopných infikovat dalšího hostitele. Oocysty se uvolňují z hostitele do vnějšího prostředí trusem a zrají po sporulaci, na to má vliv vlhkost a teplota.

## Morfologie

### Oocysty
Oocysty Isospora jaracimrmani mají průměrnou délku 38,4 µm a šířku 25,6 µm. Tvar oocyst je obvykle oválný a mají silnou hladkou stěnu. 

### Sporocysty
Sporocysty Isospora jaracimrmani měří přibližně 15,9 µm na délku a 11,2 µm na šířku. 

## Patologie
Isospora jaracimrmani může způsobit vážné zdravotní komplikace, hostitel ubývá na hmotnosti a má oslabený imunitní systém. V některých případech však nemusí být přítomnost oocyst v trusu spojena s klinickými příznaky.

## Diagnostika
Nejprve se odebírají vzorky trusu, které se analyzují na přítomnost oocyst pomocí flotace. Následně jsou oocysty podrobeny mikroskopickému vyšetření k určení jejich morfologie a velikosti. Veterinář provádí celkové klinické vyšetření chameleona a hodnotí přítomnost symptomů, jako jsou průjem a úbytek hmotnosti. 
Dále se zohledňuje historie chovu a předchozí případy infekce. V případě potřeby mohou být doporučeny další laboratorní testy, jako je biochemie krve nebo ultrazvukové vyšetření. Potvrzení diagnózy umožňuje včasné zahájení léčby a zlepšení zdravotního stavu hostitele.

## Léčba
Infekce se obvykle léčí pomocí antiparazitik, nejčastěji používaným lékem je toltrazuril podávaný orálně. Dávkování se obvykle pohybuje kolem 5 mg na zvíře, v závislosti na jeho velikosti a zdravotním stavu. Po podání toltrazurilu je důležité sledovat zdravotní stav chameleona a provést následné analýzy trusu, aby se potvrdilo, že oocysty již nejsou přítomny. V některých případech je třeba léčbu opakovat, pokud se symptomy nelepší nebo pokud jsou oocysty znovu detekovány v trusu. Dále je důležité zajistit optimální podmínky v teráriu, jako je správná teplota a vlhkost kvůli optimálním podmínkám pro hostitele.

## Geografický výskyt
Geografický výskyt I. jaracimrmani je spojen s výskytem chameleona jemenského (Chamaeleo calyptratus), tento endoparazit se přirozeně vyskytuje v Jemenu a Saúdské Arábii. Tento druh kokcidie byl poprvé popsán v roce 1995 a od té doby byly hlášeny případy infekce u chameleonů v dalších oblastech, včetně Afriky, Madagaskaru a Seychel.